# Петко Ю. Тодоров (булевард в София)
„Петко Ю. Тодоров“ е булевард в район „Триадица“, София. Наречен е на българския писател Петко Тодоров.
Простира се между бул. „България“ на север, северно от който се нарича бул. „Академик Иван Евстратиев Гешов“, и бул. „Гоце Делчев“ на юг, южно от който се нарича ул. „Хенрих Ибсен“.

## Обекти
На бул. „Петко Ю. Тодоров“ или в неговия район се намират следните обекти (от север на юг):
- Стадион „Раковски“
- 21 Детска ясла
- Общинска служба за социално подпомагане – Триадица
- НПГ по полиграфия и фотография
- 129 ЦДГ „Приказен свят“
- Южния парк (по голяма част от протежението на булеварда)
- Перловска река (по голяма част от протежението на булеварда)
- 35 Детска ясла „Вълшебство“
- Читалище „Д. Динев“

## История
Предишното име на булеварда е било бул. Димитър Несторов между 1965 и 1993,